# Curse: The Eye of Isis
Curse: The Eye of Isis est un jeu vidéo de type survival horror développé par Asylum Entertainment et édité par DreamCatcher Interactive, sorti en 2003 sur Windows, PlayStation 2 et Xbox.

## Accueil
- Jeuxvideo.com : 12/20 (PS2)[1] - 13/20 (PC)[2]